# Jurski Vrh
Jurski Vrh – wieś w Słowenii, w gminie Kungota. 1 stycznia 2018 liczyła 123 mieszkańców.